# ATSF řada 3296
Čtyři lokomotivy Consolidation Mallet řady 3296 vznikly v dílnách americké železniční společnosti Atchison, Topeka and Santa Fe Railway (ATSF) v Topece v roce 1911. Jednalo se o lokomotivy Malletova uspořádání. Za základ pro stavbu těchto lokomotiv posloužily klasické lokomotivy uspořádání Consolidation 2-8-0 firmy Baldwin z roku 1907. Konkrétně se jednalo řadu 1950. Lokomotivy obdržely čísla 3296 – 3299. Lokomotivy se vyznačovaly značnou rozvážeností pojezdu. Zatímco 1. náprava přední části vykazovala nápravový tlak až 56 000 lb (25 t), u ostatních dvojkolí přední části se pohyboval mezi 35 000 – 37 000 lb (15,8 – 16,8 t), zadní část pojezdu byla vyváženější – zde se nápravový tlak pohyboval v rozmezí 42 500 – 54 000 lb (19 – 24,5 t). Stroj 3296 později dostal vysokotlaké válce o průměru 22“ (559 mm), pravděpodobně protože bylo nutné válce vyměnit a nebylo možné zajistit válce 24“. Tažná síla tak poklesla na 76 750 lb (341 kN). V roce 1923 byly lokomotivy uvedeny do původního stavu a byla jim navrácena původní čísla.